# Храпков (агрогородок)
Храпков (бел. Хра́пкаў; ранее — Храпково) — агрогородок в составе Борисовщинского сельсовета Хойникского района Гомельской области Республики Беларусь.

## География
В 7 км на запад от районного центра Хойники и железнодорожной станции в этом городе, расположенной на ветке Василевичи — Хойники, отходящей от линии Брест — Гомель, в 110 км от Гомеля.

## Транспортная система
Транспортная связь по просёлочной, а затем по автодороге, которая идёт от Хойники. В деревне 183 жилых дома (2004 год). Планировка складывается из 2 почти прямолинейных, параллельных улиц, ориентированных в широтном направлении к которым на западе примыкает короткая прямолинейная улица. Жилые дома преимущественно деревянные усадебного типа.

### Улицы
- Лесная
- Первомайская
- Полевая
- Строительная

## История
Археологами обнаружен курганный могильник в количестве 11 насыпей в 1 км на юг от деревни. Эта находка свидетельствует о заселении этих мест с давних времён. По письменным источникам деревня известна с 1590 года в составе Киевского повета Киевского воеводства Королевства Польского. Владение Харлинских, Абрамовичей, Брозовских, Шуйских, Прозоров.  После второго раздела Речи Посполитой в 1793 году в составе Российской империи. В дореформенный период деревня находилась во владении Прозоров. В 1897 году в деревне действовали школа грамоты, хлебозапасный магазин. Деревня относилась к Хойникской волости Речицкого уезда Минской губернии.
С 8 декабря 1926 года по 30 декабря 1927 года центр Храпковского сельсовета Хойникского района Речицкого, с 9 июня 1927 года Гомельского округов, с 20 февраля 1938 года Полесской, с 8 января 1954 года Гомельской областей.
В 1930 году в деревне работали ветряная мельница и кузница. Организован колхоз. Большую часть населения составляли польские семьи.
Во время Великой Отечественной войны на фронтах погибли 100 жителей деревни.
В 1959 году деревня находилась в составе совхоза «Судково» с центром в деревне Судков. Располагались отделение связи, клуб, библиотека, фельдшерско-акушерский пункт.
До 16 декабря 2009 года в составе Дворищанского сельсовета, с 16 декабря 2009 года включена в состав Борисовщинского сельсовета.
Решением Хойникского районного Совета депутатов от 29 сентября 2009 года № 36 «О преобразовании некоторых населённых пунктов Хойникского района в агрогородки» деревня Храпково преобразована в агрогородок Храпково.

## Население

### Численность
2021 год — 376 жителей, 150 хозяйств

### Динамика
- 1721 год — 8 хозяйств
- 1850 год — 292 жителя, 46 хозяйств
- 1897 год — 541 житель, 78 хозяйств (согласно переписи)
- 1908 год — 527 жителей, 95 хозяйств
- 1930 год — 611 жителей, 127 хозяйств
- 1959 год — 930 жителей (согласно переписи)
- 2004 год — 431 житель, 183 хозяйства
- 2021 год — 376 жителей, 150 хозяйств

## Культура
- Храпковская библиотека-клуб-филиал

## Достопримечательность
- Курган в память погибших в Великой Отечественной войны (1976)
- Памятник погибшим и пропавшим без вести на дорогах войны жителям д. Храпков
- Церковь Святого Николая (конец XX в.)